# Fiáth Pompejus
Eörményesi és karánsebesi Fiáth Pompejus (Milánó, 1824. – Écska, 1848. augusztus 25.) 1848–49-es huszártiszt.

## Élete
Gimnáziumban érettségizett, majd 1844-ben belépett a császári hadseregbe. 1848 tavaszán főhadnagyként szolgált a Galíciában állomásozó 6. (Württemberg) huszárezredben. Neve országosan ismertté vált, mikor az ezred Lenkey János vezetése alatt álló századával megszökött, és Magyarországon felajánlotta szolgálatait a magyar kormánynak. Az eset súlyos problémát jelentett Mészáros Lázár hadügyminiszternek, mert Latour követelte a század megbüntetését, a magyar közvélemény azonban kiállt a szökevények mellett. Mészáros nem akart az osztrák hadügyminisztériummal való egyébként sem felhőtlen viszonyon rontani ezért a századot „büntetésül” beosztották a Délvidéken a szerb felkelők ellen harcoló sereghez. Fiáth Pompejus a Szenttamás bevételéért vívott augusztus 18-ai ütközetben súlyosan megsebesült, majd néhány nap múlva – huszonnégy évesen – meghalt.